# Natriumethanolat
Natriumethanolat ist ein weißlich bis gelbliches amorphes, hygroskopisches Pulver mit der Summenformel C2H5NaO aus der Gruppe der Alkoholate und wird zumeist als starke Base eingesetzt.

Natriumethanolat sollte nicht mit Natriummethanolat (Summenformel CH3NaO) verwechselt werden.

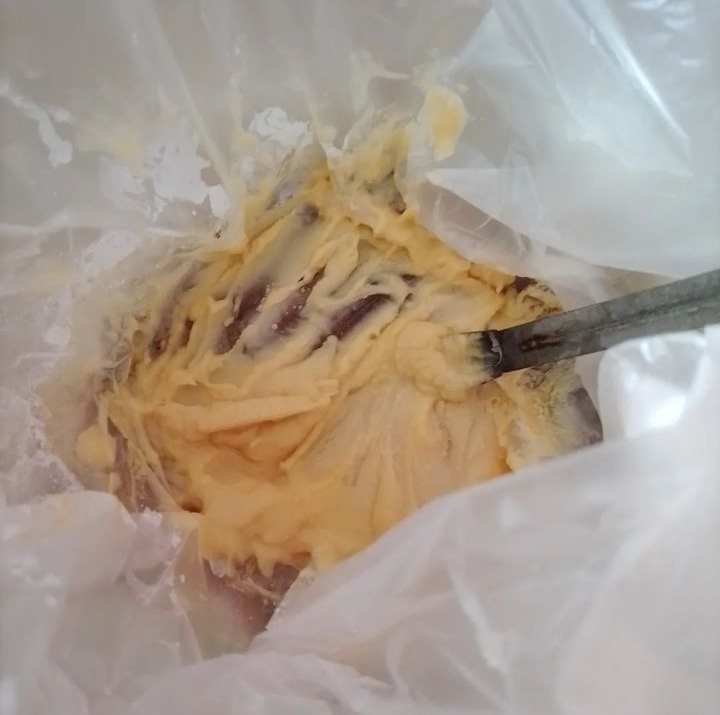
Natriumethanolat; C_{2}H_{5}NaO als zähflüssige Masse, beim Eintrocknen zu einem Pulver.

## Gewinnung und Darstellung
Natriumethanolat entsteht bei der Reaktion von Ethanol mit Natrium unter Freisetzung von Wasserstoff:
{\displaystyle \mathrm {2\ CH_{3}CH_{2}OH+2\ Na\longrightarrow 2\ CH_{3}CH_{2}ONa+H_{2}} }

## Eigenschaften
Mit Wasser reagiert Natriumethanolat heftig, wobei Natronlauge und Ethanol gebildet werden:
{\displaystyle \mathrm {CH_{3}CH_{2}ONa+H_{2}O\longrightarrow CH_{3}CH_{2}OH+NaOH(aq)} }
Auch mit Säuren und einigen Metallen kommt es zu heftigen Reaktionen. Bei der Reaktion mit Säuren wird das Ethanolation zum Ethanol protoniert und das Natriumsalz gebildet. Hierbei reicht sogar Wasser als Säure aus.
Bei 30–50 °C entzündet sich Natriumethanolat an Luft von selbst.

## Verwendung
Natriumethanolat wird für die Synthese zahlreicher chemischer Verbindungen verwendet (z. B. als Katalysator bei einer Michael-Addition oder als Reaktionsedukt zur Bildung eines Ethylethers nach der Williamson-Ethersynthese.) Mit Carbonsäurechloriden bilden sich Ester. Sie wird weiterhin zur Herstellung von Metalloxid-Partikeln, Keramiken, Siloxanen und Phosphaten verwendet.

## Sicherheitshinweise
Durch die mit Wasser, auf feuchter Haut oder Schleimhäuten entstehende Natronlauge wirkt das Produkt stark ätzend. Besondere Gefährdung besteht für die Augen (Hornhautschäden) und den Respirationstrakt bei Staubbildung. Die bei der Zersetzung größerer Mengen entstehenden Alkoholdämpfe haben betäubende Wirkung und reizen die Augen, die Nasen- und Rachenschleimhäute. Auch auf trockener Haut wirkt Natriumethanolat stark ätzend, weil das Ethanolation eine deutlich stärkere Base als Natronlauge ist und zudem hydrophober als diese, sodass es leichter in hydrophobere Gewebe eindringen kann und dort Verätzungen bewirkt.